# Tetrapoda
Som Tetrapoda eller landryggradsdjur betecknas i den biologiska systematiken alla ryggradsdjur som till skillnad från fiskar förfogar över fyra fötter. I gruppen ingår även de ryggradsdjur som förlorat sina fötter under evolutionens lopp, som valar och sirendjur. Namnet betyder ungefär "fyrfoting" och har sitt ursprung i grekiskans tetrapoda (τετραποδη), sammansatt av tetra, 'fyra', och podes, 'fötter'.

## Utvecklingshistoria
Biologerna trodde tidigare att landryggradsdjuren utvecklades ur havstofsstjärtar som levde under devon. Dessa ska ha varit tvungna att krypa på land på grund av att deras vattendrag torkade ut. Enligt dessa teorier omvandlades genom evolutionen dessa djurs fenor till groddjurens ben.
Idag är det känt att de första djuren i gruppen Tetrapoda levde uteslutande i vattnet – deras ben utvecklades alltså där. Landryggradsdjurens förfäder är därmed släktingar till ordningen lungfiskar, som gick med sina fötter på vattenväxter och på vattendragens eller havets botten. Fossil av ursprungliga landryggradsdjur, främst Tiktaalik, Acanthostega och Ichthyostega, visar att deras ben saknade förmåga att bära djuret på land.
De första tetrapoderna kom upp på land under mellersta devon för ca 395 miljoner år sedan, och dessa kom sedan att vidareutvecklas i olika riktningar under följande geologiska period, karbon.

## Systematik
I gruppen Tetrapoda finns nästan 22 000 arter. På grund av anpassningen till livet på land har de lungor. Bara larverna och några enskilda arter (till exempel axolotlen (Ambystoma mexicanum) av klassen groddjur har gälar.
Traditionellt delar man gruppen i fyra klasser:
- Groddjur (Amphibia)
- Kräldjur (Reptilia)
- Fåglar (Aves)
- Däggdjur (Mammalia)